# 感情
感情是能夠感受、感知或主觀地進行體驗的能力。十八世紀的哲人以此概念來區分思考（「理性」）和感受（「感情」）。在現代西方哲學，感情是能進行感受（精神哲學稱之為「感質」）。這個概念和動物權益有關，不少爭論在於「動物有否感情？」，因為有感情才代表有感受痛苦的能力（而非只是感受疼痛）。

## 與生活關係
古人對於血親感情特別厚，後世卻不然:19。親密感情是從共同生活而來:19。所謂共同生活，並不限於財產相共:19。凡一切事實上關係都是:19。